# Racecar Series 2010
Navigation
Édition précédente Édition suivante
La saison 2010 de la Racecar Series est la deuxième saison de cette compétition qui change de nom en 2011 pour prendre une dimension européenne : Racecar Euro Series. Lucas Lasserre est pour la deuxième fois champion de Racecar Series en catégorie Élite.

## Classement Pilotes
5 premiers du classement Élite
| Place | Pilote            | Nogaro | Nogaro | Lédenon | Lédenon | Dijon | Dijon | Val de Vienne | Val de Vienne | Nürburgring | Nürburgring | Le Mans | Le Mans | Total des points |
| ----- | ----------------- | ------ | ------ | ------- | ------- | ----- | ----- | ------------- | ------------- | ----------- | ----------- | ------- | ------- | ---------------- |
| 1     | Lucas Lasserre    | 175    | 112    | 165     | 165     | 160   | 175   | 185           | 121           | 175         | 190         | 380     | 360     | 2363             |
| 2     | Éric Hélary       | 160    | 185    | 155     | 170     | 170   | 170   | 180           | 150           | 148         | 160         | 320     | 370     | 2338             |
| 3     | Wilfried Boucenna | 142    | 165    | 138     | 87      | 124   | 150   | 155           | 170           | 165         | 150         | 340     | 340     | 2126             |
| 4     | Bruno Cosin       | 165    | 160    | 146     | 142     | 155   | 146   | 134           | 142           | 115         | 115         | 300     | 292     | 2012             |
| 5     | Carole Perrin     | 138    | 138    | 142     | 160     | 138   | 134   | 142           | 146           | 109         | 115         | 330     | 310     | 2002             |

5 premiers du trophée OPEN
| Place | Pilote             | Nogaro | Nogaro | Lédenon | Lédenon | Dijon | Dijon | Val de Vienne | Val de Vienne | Nürburgring | Nürburgring | Le Mans | Le Mans | Total des points |
| ----- | ------------------ | ------ | ------ | ------- | ------- | ----- | ----- | ------------- | ------------- | ----------- | ----------- | ------- | ------- | ---------------- |
| 1     | Emmanuel Brigand   | 180    | 148    | 170     | 190     | 170   | 165   | 170           | 170           | 185         | 170         | 340     | 380     | 2438             |
| 2     | Eric Quintal       | 160    | 112    | 146     | 165     | 146   | 150   | 165           | 90            | 160         | 190         | 320     | 340     | 2144             |
| 3     | Alain Grand        | 124    | 150    | 165     | 165     | 112   | 170   | 155           | 155           | 180         | 142         | 330     | 254     | 2102             |
| 4     | Romain Fournillier | 185    | 124    | 155     | 87      | 165   | 160   | 121           | 138           | 127         | 165         | 380     | 260     | 2067             |
| 5     | Jerome Laurin      | 115    | 185    | 150     | 142     | 150   | 155   | 138           | 150           | 150         | 78          | 310     | 320     | 2043             |